# Cees Paauwe
Cees Paauwe (ur. 3 listopada 1977 w Dronten) – holenderski piłkarz. Paauwe był bramkarzem. Grał w FC Twente, SC Cambuur, ADO Den Haag, SBV Excelsior, Quick '20 i NEC Nijmegen. Jego brat, Patrick Paauwe również był piłkarzem.